# Słupia (powiat buski)
Słupia – wieś w Polsce, położona w województwie świętokrzyskim, w powiecie buskim, w gminie Pacanów.
Prywatna wieś szlachecka, położona była w drugiej połowie XVI wieku w powiecie wiślickim województwa sandomierskiego. W latach 1975–1998 miejscowość należała administracyjnie do województwa kieleckiego.
Wieś należy do parafii pw. Świętego Marcina w Pacanowie. Na terenie Słupi znajduje się bar, stacja benzynowa, stadion GLKS Zorza Tempo, zabytkowy młyn, zniszczona cegielnia, pomnik partyzantów BCh oraz remiza OSP Słupia. Przez wieś przepływa kanał „Strumień”, który wylewa cyklicznie co roku zalewając okoliczne łąki i pola.

## Integralne części wsi
| SIMC    | Nazwa         | Rodzaj    |
| ------- | ------------- | --------- |
| 0258945 | Góra          | część wsi |
| 0258951 | Gródza        | część wsi |
| 0258968 | Miany         | część wsi |
| 0258974 | Podgórze      | część wsi |
| 0258980 | Słupia Wielka | część wsi |
| 0258997 | Ugory         | część wsi |

## Historia

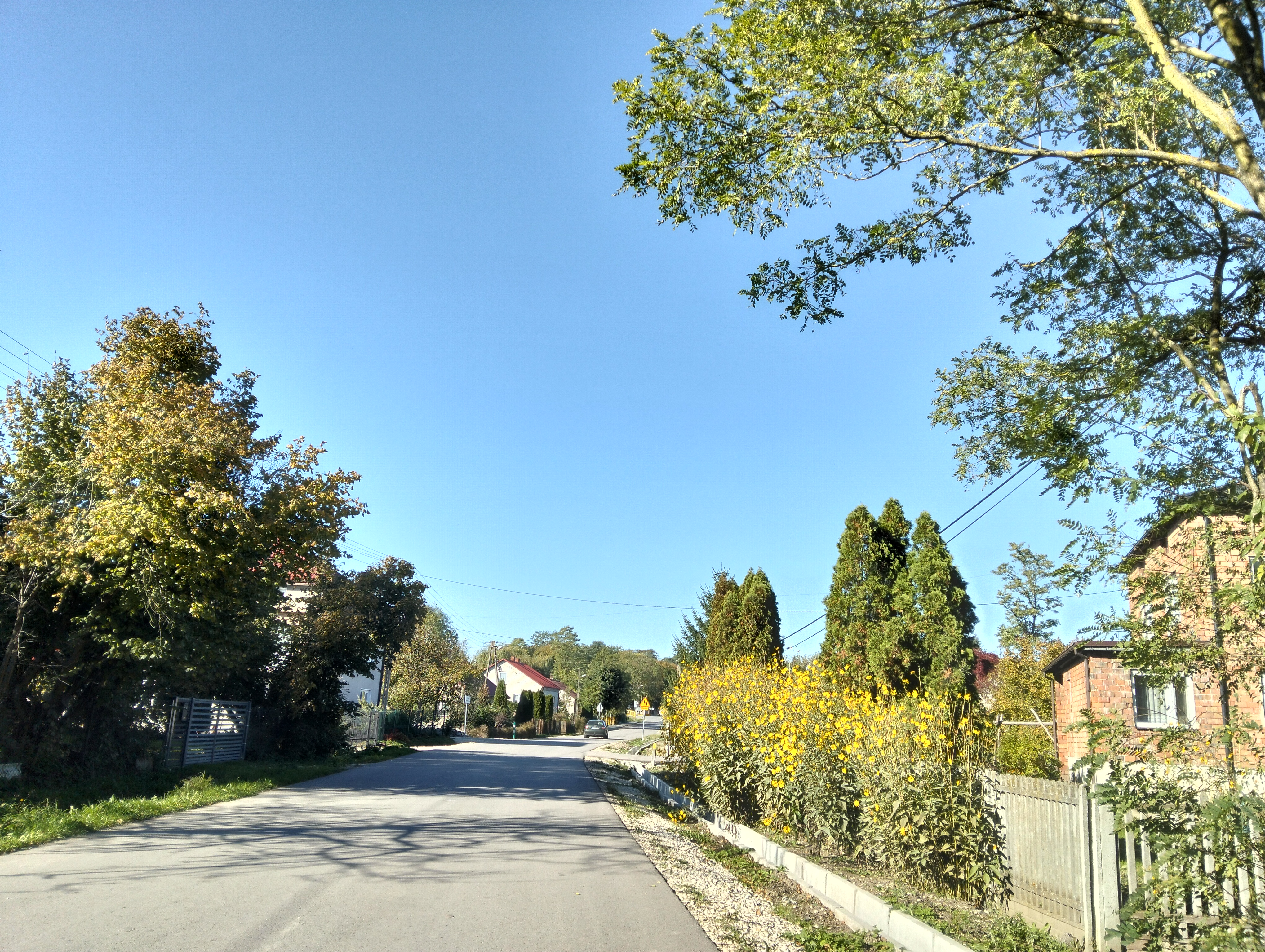
Fragment wsi

Wszystko wskazuje na to, że Słupia (wcześniej Słup) była od dawien dawna siedzibą właścicieli Pacanowa i okolic. Słup w języku staropolskim oznaczał także gród. Jan Długosz w „Liber beneficiorum” podaje, że „dziedzicami są Mikołaj Grot i Skubisz herbu Rawicz...” Przez prawie 300 lat tutaj mieli swoją siedzibę Paczanowscy (Pacanowscy) herbu Jelita, którzy trzymali się w Słupi i Niegosławicach do około roku 1684. 
Inwentarz z 1738 roku wyróżnia Słupię Małą i Wielką. Od połowy XVIII wieku Słupia należała do rodziny Sołtyków. W 1756 roku został podpisany dokument przez Kajetana Sołtyka, biskupa krakowskiego, dotyczący własności Słupi.
W 1817 roku Słupia i połowa Pacanowa przeszła na rzecz córki Kantego Sołtyka, Katarzyny Wielogłowskiej i jej męża Aleksandra. W 1827 roku w Słupi było 31 domów i 268 mieszkańców. Syn Aleksandra Wielogłowskiego, Bolesław brał czynny udział w powstaniu listopadowym. Po roku 1848 dobra Słupia weszły w skład dóbr staszowskich. Dobra Słupia Wielka składały się w 1860 roku z folwarków Niegosławice, Słupia Wielka, Rataje Słupskie. W 1864 roku mocy ukazu z 2 marca 1864 roku o uwłaszczeniu chłopów wydanego przez cara Aleksandra II Romanowa mieszkańcy (rolnicy) Słupi otrzymali na własność posiadaną przez siebie ziemię wraz z budynkami.
W 1885 roku w majątku istniały już wówczas młyn wodny i cegielnia należące do rodziny Radziwiłłów. Po ślubie z Krystyną Dembińską,  Maciej Radziwiłł zadecydował o budowie w Słupi pałacu dla siebie i rodziny. Zbudowano młyn elektryczny. Pałac był w posiadaniu rodziny Radziwiłłów do wiosny 1945 roku. W czasie wojny rezydowało tu kilkanaście osób, między innymi rodziny Radziwiłłów z Rytwian i Sichowa. W 1941 r. Niemcy założyli w Słupi obóz obóz pracy, gdzie początkowo kierowano Żydów i Romów z Pacanowa, Stopnicy i Nowego Korczyna. Od drugiej połowy 1942 r. kierowano tam również Polaków, zmieniono charakter obozu na karny. Więźniowie pracowali przy melioracji okolicznych terenów, następnie byli przekazywani do innych obozów pracy lub koncentracyjnych. W latach 1941–1944 przez obóz przeszło kilka tysięcy więźniów. 
Od 1951 w pałacu ma swoją siedzibę Dom Pomocy Społecznej prowadzony przez siostry albertynki.

## Zabytki
- spichrz dworski z połowy XIX w. (nr rej.: A.64 z 8.02.1958 i z 11.02.1967)[10]